# Cloniophorus debilis
Cloniophorus debilis là một loài bọ cánh cứng trong họ Cerambycidae.